# Main Stem
Main Stem è un album di Oliver Nelson con il trombettista Joe Newman, pubblicato dalla Prestige Records nell'ottobre del 1962. Il disco fu registrato il 25 agosto del 1961 al Van Gelder Studio di Englewood Cliffs, New Jersey (Stati Uniti).

## Tracce
Lato A
1. Mainstem – 6:48 (Duke Ellington)
2. J & B – 5:45 (Oliver Nelson)
3. Ho! – 4:30 (Oliver Nelson)

Lato B
1. Latino – 6:06 (Oliver Nelson)
2. Tipsy – 5:15 (Oliver Nelson)
3. Tangerine – 7:00 (Johnny Mercer, Victor Schertzinger)

## Musicisti
- Oliver Nelson - sassofono tenore, sassofono alto
- Joe Newman - tromba
- Hank Jones - pianoforte
- George Duvivier - contrabbasso
- Charlie Persip - batteria
- Ray Barretto - congas